# Rząd José Manuela Barroso
Rząd José Manuela Barroso (port. XV Governo Constitucional de Portugal – XV rząd konstytucyjny Portugalii) – rząd Portugalii funkcjonujący od 6 kwietnia 2002 do 17 lipca 2004.
Gabinet został utworzony po zwycięskich dla centroprawicy wyborach parlamentarnych w 2002, co pozwoliło na odsunięcie od władzy socjalistów.  Rząd tworzyła koalicja Partii Socjaldemokratycznej (PSD) oraz Centrum Demokratycznego i Społecznego – Partii Ludowej (CDS/PP). Gabinet ustąpił w związku z powołaniem José Manuela Durão Barroso na stanowisko przewodniczącego Komisji Europejskiej. Urząd premiera przejął wówczas Pedro Santana Lopes z PSD.

## Skład rządu
- Premier: José Manuel Durão Barroso (PSD)
- Minister stanu, minister finansów: Manuela Ferreira Leite (PSD)
- Minister stanu, minister obrony narodowej i spraw morskich: Paulo Portas (CDS/PP)
- Minister spraw zagranicznych: António Martins da Cruz (PSD, do 9 października 2003), Teresa Patrício Gouveia (PSD, od 9 października 2003)
- Minister administracji i spraw wewnętrznych: António Figueiredo Lopes (PSD)
- Minister sprawiedliwości: Celeste Cardona (CDS/PP)
- Minister ds. prezydencji: Nuno Morais Sarmento (PSD)
- Minister ds. kontaktów z parlamentem: Luís Marques Mendes (PSD)
- Minister delegowany: José Luís Arnaut (PSD)
- Minister gospodarki: Carlos Tavares (PSD)
- Minister rolnictwa, rozwoju wsi i rybołówstwa: Armando Sevinate Pinto (bezp.)
- Minister edukacji: David Justino (PSD)
- Minister nauki i szkolnictwa wyższego: Pedro Lynce (PSD, do 6 października 2003), Graça Carvalho (PSD, od 6 października 2003)
- Minister kultury: Pedro Roseta (PSD)
- Minister zdrowia: Luís Filipe Pereira (PSD)
- Minister ochrony socjalnej i pracy: António Bagão Félix (PSD)
- Minister robót publicznych, transportu i mieszkalnictwa: Luís Valente de Oliveira (PSD, do 5 kwietnia 2003), António Carmona Rodrigues (bezp., od 5 kwietnia 2003)
- Minister ds. miast, planowania przestrzennego i ochrony środowiska: Isaltino Morais (PSD, do 5 kwietnia 2003), Amílcar Theias (PSD, od 5 kwietnia 2003 do 21 maja 2004), Arlindo Cunha (PSD, od 21 maja 2004)